# Berria
Berria (lett. "Nuovo" o "Notizia" in basco) è un quotidiano dei Paesi Baschi pubblicato in formato cartaceo e digitale. È l'unico quotidiano ad essere redatto esclusivamente in lingua basca.  
La sede principale si trova ad Andoain, nella provincia di Gipuzkoa, ma vi sono sedi distaccate a Pamplona, Bilbao, Vitoria-Gasteiz e Bayonne. Fa parte dell'Associazione dei quotidiani in lingua minoritaria e regionale (MIDAS).

## Storia

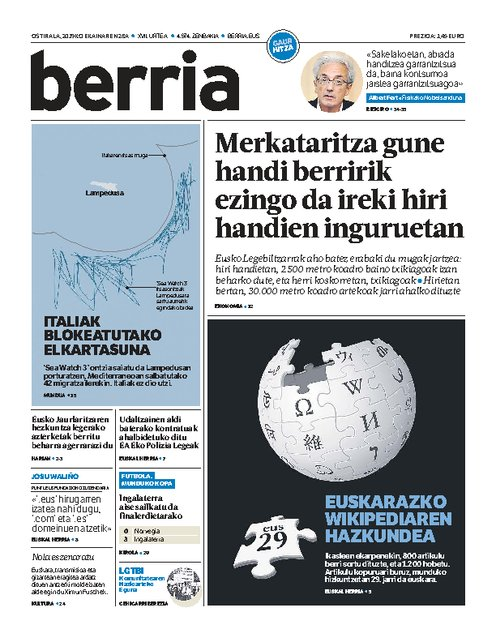
La prima pagina di Berria il 28 giugno 2019.

Le origini del giornale risalgono alla chiusura di Euskaldunon Egunkaria, all'epoca l'unico giornale edito interamente in lingua basca, da parte della giustizia spagnola nel 2003. Questa sentenza era basata su presunti legami col gruppo separatista ETA, accuse poi rivelatesi infondate.. Questa decisione risultò molto controversa, scatenando notevole scalpore e mobilitazione all'interno della società basca. Per colmare il vuoto informativo creatosi, un gruppo di ex dipendenti del giornale decise di fondare Berria, il cui primo numero fu pubblicato il 21 giugno 2003.